# Энергетика Северной Осетии
Энергетика Северной Осетии — сектор экономики региона, обеспечивающий производство, транспортировку и сбыт электрической и тепловой энергии. По состоянию на ноябрь 2020 года, на территории Северной Осетии эксплуатировались 10 электростанций общей мощностью 452,92 МВт, в том числе девять ГЭС и одна тепловая электростанция. В 2019 году они произвели 300,9 млн кВт·ч электроэнергии. Особенностью энергетики региона является очень высокая доля гидрогенерации, обеспечивающей почти весь объём выработки электроэнергии.

## История
Первая электростанция в Северной Осетии была построена в 1897 году бельгийской компанией для энергоснабжения горнодобывающего производства. Ей стала гидроэлектростанция мощностью 750 л. с. на реке Садон — первая гидроэлектростанция на Северном Кавказе и одна из первых ГЭС России. В 1904 году во Владикавказе была построена тепловая электростанция мощностью 405 кВт, что позволило перевести городской трамвай с конной на электрическую тягу. К 1911 году мощность этой электростанции была доведена до 685 кВт, а к 1915 году — до 885 кВт. Всего до 1917 года в Северной Осетии было построено более 20 небольших электростанций общей мощностью около 3000 кВт.
В 1924 году рядом с Бесланским маисовым комбинатом было решено построить тепловую электростанцию мощностью 1200 кВт, в том же году оборудование для станции было поставлено на строительную площадку. Позднее мощность станции увеличили до 3000 кВт, что позволило электрифицировать близлежащие сёла. В 1927 году в соответствии с планом ГОЭЛРО было начато строительство Гизельдонской ГЭС — первой крупной гидроэлектростанции на Северном Кавказе. Пуск станции состоялся в 1934 году, тогда же ГЭС начала работать параллельно с тепловыми электростанциями в Грозном. Гизельдонская ГЭС до пуска в 2019 году Зарамагской ГЭС-1 многие годы оставалась самой высоконапорной гидроэлектростанцией России, а также крупнейшей ГЭС с турбинами ковшового типа. В 1937 году на базе Гизельдонской ГЭС, грозненских тепловых электростанций и электрических сетей во Владикавказе было создано районное энергетическое управление «Орджэнерго». Начался процесс электрификации Северной Осетии.
В годы Великой Отечественной войны оборудование Гизельдонской ГЭС было частично эвакуировано в связи с приближением немецких войск, но станция не прекращала свою работу. В 1943 году были начаты работы по восстановлению Гизельдонской ГЭС и электрических сетей, завершённые уже в 1944 году. В том же году «Орджэнерго» переименовывается в «Севкавказэнерго».
Нарастающий дефицит электроэнергии вынуждает в срочном порядке строить новые электростанции. В 1945 году была введена в эксплуатацию Беканская ГЭС мощностью 0,5 МВт, в 1948 году — Дзауджикауская ГЭС мощностью 9,2 МВт, обе эти станции строились с использованием импортного оборудования. В 1949 году было начато строительство Эзминской ГЭС, в 1954 году она была введена в эксплуатацию, на многие годы став крупнейшей электростанцией Северной Осетии. В 1958 году из состава «Севкавказэнерго» были выведены Грозненские ТЭЦ и Грозненские электрические сети, после чего в его ведении остались только электростанции и сети на территории Северной Осетии.
В 1965 году была введена в эксплуатацию Павлодольская ГЭС мощностью 2,62 МВт на головном сооружении Терско-Кумского канала, в 1990 году — турбоагрегат мощностью 6 МВт на Бесланском маисовом комбинате. В 2000 году была пущена Кора-Урсдонская ГЭС мощностью 0,63 МВт.
В связи с нарастающим дефицитом электроэнергии, в 1976 году было начато строительство Зарамагских ГЭС, которое вследствие технических, организационных и финансовых проблем сильно затянулось. Верхняя ступень гидроэнергетического комплекса, Головная Зарамагская ГЭС была введена в эксплуатацию в 2009 году. В 2012 году была пущена Фаснальская ГЭС мощностью 6,4 МВт. В конце 2019 года была введена в эксплуатацию вторая ступень Зарамагского каскада — Зарамагская ГЭС-1 мощностью 346 МВт, в результате чего мощность Северо-Осетинской энергосистемы сразу возросла более чем в 4 раза.

## Генерация электроэнергии
По состоянию на ноябрь 2020 года, на территории Северной Осетии эксплуатировались 10 электростанций общей мощностью 452,92 МВт. В их числе девять гидроэлектростанций — Зарамагская ГЭС-1, Головная Зарамагская ГЭС, Эзминская ГЭС, Гизельдонская ГЭС, Дзауджикауская ГЭС, Фаснальская ГЭС, Павлодольская ГЭС, Кора-Урсдонская ГЭС, Беканская ГЭС и тепловая электростанция Бесланского маисового комбината. Особенность электроэнергетики региона — резкое превалирование гидрогенерации, на которую приходится 98 % установленной мощности электростанций, а также 100 % выработки электроэнергии (тепловая электростанция Бесланского маисового комбината в 2015—2019 годах электроэнергию не вырабатывала), а также доминирование одной электростанции — Зарамагской ГЭС-1. Большинство электростанций Северной Осетии принадлежат ПАО «РусГидро» (Северо-Осетинский филиал).

### Зарамагская ГЭС-1
Расположена в Алагирском районе вблизи п. Мизур, на реке Ардон. Крупнейшая электростанция региона, на которую приходится более 75 % всей установленной мощности энергетики Северной Осетии. Одна из самых новых электростанций России, введена в эксплуатацию в конце 2019 года. Установленная мощность станции — 346 МВт, проектная выработка электроэнергии — 842 млн кВт·ч. В здании ГЭС установлены 2 гидроагрегата мощностью по 173 МВт. Принадлежит ПАО «РусГидро».

### Головная Зарамагская ГЭС
Расположена в Алагирском районе у с. Нижний Зарамаг, на реке Ардон. Образует единый гидроэнергетический комплекс с Зарамагской ГЭС-1, обеспечивая забор воды в деривацию этой станции с попутной выработкой электроэнергии. Введена в эксплуатацию в 2009 году. Установленная мощность станции — 15 МВт, фактическая выработка электроэнергии в 2018 году — 33,4 млн кВт·ч. В здании ГЭС установлен один гидроагрегат. Принадлежит ПАО «РусГидро».

### Эзминская ГЭС
Расположена в Затеречном районе у с. Эзми, на реке Терек. Введена в эксплуатацию в 1954 году. Установленная мощность станции — 45 МВт, фактическая выработка электроэнергии в 2018 году — 201,6 млн кВт·ч. В здании ГЭС установлены три гидроагрегата мощностью по 15 МВт. Принадлежит ПАО «РусГидро».

### Гизельдонская ГЭС
Расположена в Пригородном районе у с. Кобан, на реке Гизельдон. Старейшая электростанция Северной Осетии и одна из старейших ГЭС России — введена в эксплуатацию по плану ГОЭЛРО в 1934 году. Установленная мощность станции — 22,8 МВт, фактическая выработка электроэнергии в 2018 году — 35,3 млн кВт·ч. В здании ГЭС установлены три гидроагрегата мощностью по 7,6 МВт. Принадлежит ПАО «РусГидро».

### Дзауджикауская ГЭС
Расположена в г. Владикавказе, на реке Терек. Введена в эксплуатацию в 1948 году. Установленная мощность станции — 8 МВт, фактическая выработка электроэнергии в 2018 году — 36 млн кВт·ч. В здании ГЭС установлены три гидроагрегата, один мощностью 3 МВт и два мощностью по 2,5 МВт. Принадлежит ПАО «РусГидро».

### Фаснальская ГЭС
Расположена в Ирафском районе у с. Фаснал, на реке Сонгутидон. Введена в эксплуатацию в 2012 году. Установленная мощность станции — 6,4 МВт, фактическая выработка электроэнергии в 2018 году — 7,6 млн кВт·ч. В здании ГЭС установлены четыре гидроагрегата мощностью по 1,6 МВт. Принадлежит ОАО «Турбохолод».

### Павлодольская ГЭС
Расположена в Моздокском районе у станицы Павлодольская, на реке Терек. Введена в эксплуатацию в 1965 году. Установленная мощность станции — 2,62 МВт, фактическая выработка электроэнергии в 2018 году — 16,5 млн кВт·ч. В здании ГЭС установлены два гидроагрегата мощностью по 1,31 МВт. Принадлежит ПАО «РусГидро».

### Кора-Урсдонская ГЭС
Расположена в Дигорском районе у с. Кора-Урсдон, на реке Урсдон. Введена в эксплуатацию в 2000 году. Установленная мощность станции — 0,63 МВт, фактическая выработка электроэнергии в 2018 году — 0,36 млн кВт·ч. В здании ГЭС установлены два гидроагрегата мощностью по 0,315 МВт. Принадлежит ООО «Югэнерго».

### Беканская ГЭС
Расположена в Кировском районе у п. Бекан, на озере Бекан. Введена в эксплуатацию в 1945 году. Установленная мощность станции — 0,5 МВт, фактическая выработка электроэнергии в 2018 году — 0,14 млн кВт·ч. В здании ГЭС установлены два гидроагрегата мощностью по 0,25 МВт. Принадлежит ООО «Югэнерго».

### ТЭС БМК
Расположена в г. Беслан, обеспечивает энергоснабжение Бесланского маисового комбината. Паротурбинная теплоэлектроцентраль, в качестве топлива использует природный газ. Введена в эксплуатацию в 1990 году. Установленная электрическая мощность — 6 МВт, тепловая мощность — 35 Гкал/ч. Оборудование включает в себя один турбоагрегат. Принадлежит ОАО «БМК».

## Потребление электроэнергии
Потребление электроэнергии в Северной Осетии (с учётом потребления на собственные нужды электростанций и потерь в сетях) в 2019 году составило 1720,6 млн кВт·ч, максимум нагрузки — 309 МВт. Таким образом, Северная Осетия является энергодефицитным регионом по электроэнергии и энергоизбыточным по мощности. В структуре потребления электроэнергии в регионе лидирует потребление населением — 24 %, потребление промышленностью составляет 21 %, значительную долю составляют потери в сетях — 26 %. Крупнейшие потребители электроэнергии (по итогам 2019 года): ОАО «Владикавказские тепловые сети» — 41,7 млн кВт·ч, АО «Победит» — 38,7 млн кВт·ч, МУП «Владикавказские водопроводные сети» — 35,8 млн кВт·ч. Функции гарантирующего поставщика электроэнергии выполняет АО «Севкавказэнерго» (входит в группу «Россети»).

## Электросетевой комплекс
Энергосистема Северной Осетии входит в ЕЭС России, являясь частью Объединённой энергосистемы Юга, находится в операционной зоне филиала АО «СО ЕЭС» — «Региональное диспетчерское управление энергосистем республик Северного Кавказа и Ставропольского края» (Северокавказское РДУ). Энергосистема региона связана с энергосистемами Ставропольского края по одной ВЛ 500 кВ, одной ВЛ 330 кВ, одной ВЛ 110 кВ и одной ВЛ 35 кВ, Кабардино-Балкарии по двум ВЛ 330 кВ, трём ВЛ 110 кВ и одной ВЛ 35 кВ, Чечни по одной ВЛ 330 кВ и двум ВЛ 110 кВ, Дагестана по одной ВЛ 330 кВ, Ингушетии по пяти ВЛ 110 кВ и двум ВЛ 35 кВ, Грузии по одной ВЛ 110 кВ, Южной Осетии по одной ВЛ 110 кВ.
Общая протяженность линий электропередачи напряжением 0,4—500 кВ составляет 11 647 км, в том числе линий электропередачи напряжением 500 кВ — 40 км, 330 кВ — 324,6 км, 110 кВ — 912,1 км, 35 кВ — 483,6 км, 10-0,4 кВ — 9886,7 км. Магистральные линии электропередачи напряжением 330—500 кВ эксплуатируются филиалом ПАО «ФСК ЕЭС» — «МЭС Юга», распределительные сети напряжением 110 кВ и ниже — филиалом ПАО «Россети Северный Кавказ» — «Севакавказэнерго» (в основном) и территориальными сетевыми организациями.